# Vilches (Jaén)
Vilches ist ein Ort und eine spanische Gemeinde (municipio) mit 4.190 Einwohnern (Stand: 2024) in der andalusischen Provinz Jaén. Neben dem Hauptort Vilches gehören die Weiler Guadalén, Miraelrío, Los Encinares, Los Jarales und Pantano del Guadalén sowie die Wüstung Hortalanca zur Gemeinde.

## Lage
Vilches liegt etwa 70 Kilometer nordnordöstlich von Jaén in einer Höhe von ca. 535 m. Im Süden begrenzt der Río Guadalimar die Gemeinde.
Im Gemeindegebiet liegt das Naturdenkmal El Piélago. Der Ort wird umgeben von den Stauseen Embalse de La Fenandina, Embalse de Guadalen und Embalse de Giribaile.

## Bevölkerungsentwicklung
| Jahr      | 1970  | 1980  | 1990  | 2000  | 2010  | 2020  |
| Einwohner | 5.369 | 5.198 | 5.055 | 4.880 | 4.822 | 4.381 |

## Sehenswürdigkeiten
- römische Brücke (Puente de Vadollano)
- Burgreste von Giribaile (Castillo de Giribaile) aus dem 12. Jahrhundert
- Michaeliskirche  (Iglesia de San Miguel Arcángel)
- Jakobuskirche
- Kapelle Unser Lieben Frau
- Gregoriuskapelle

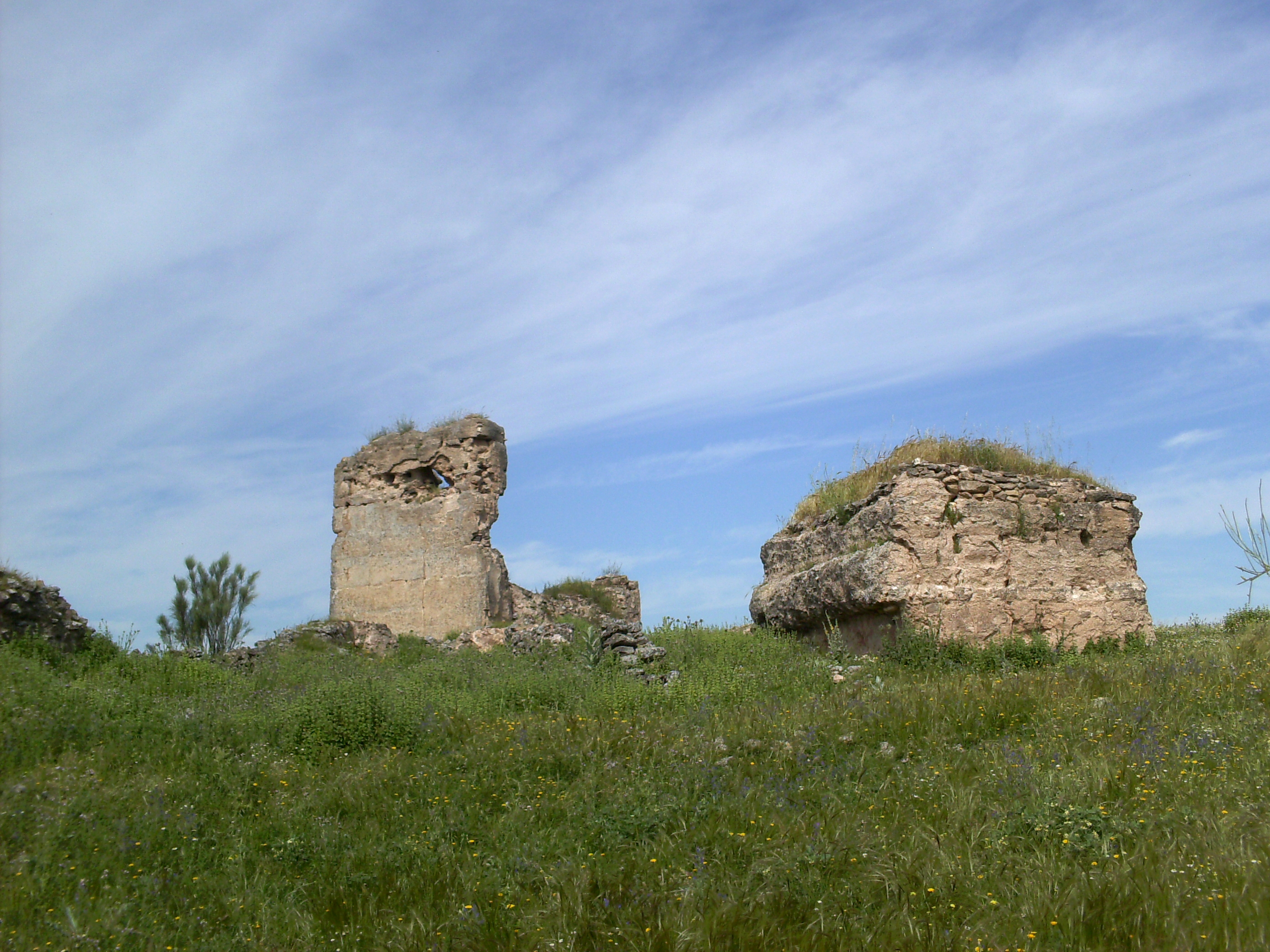
Burgruine von Giribaile
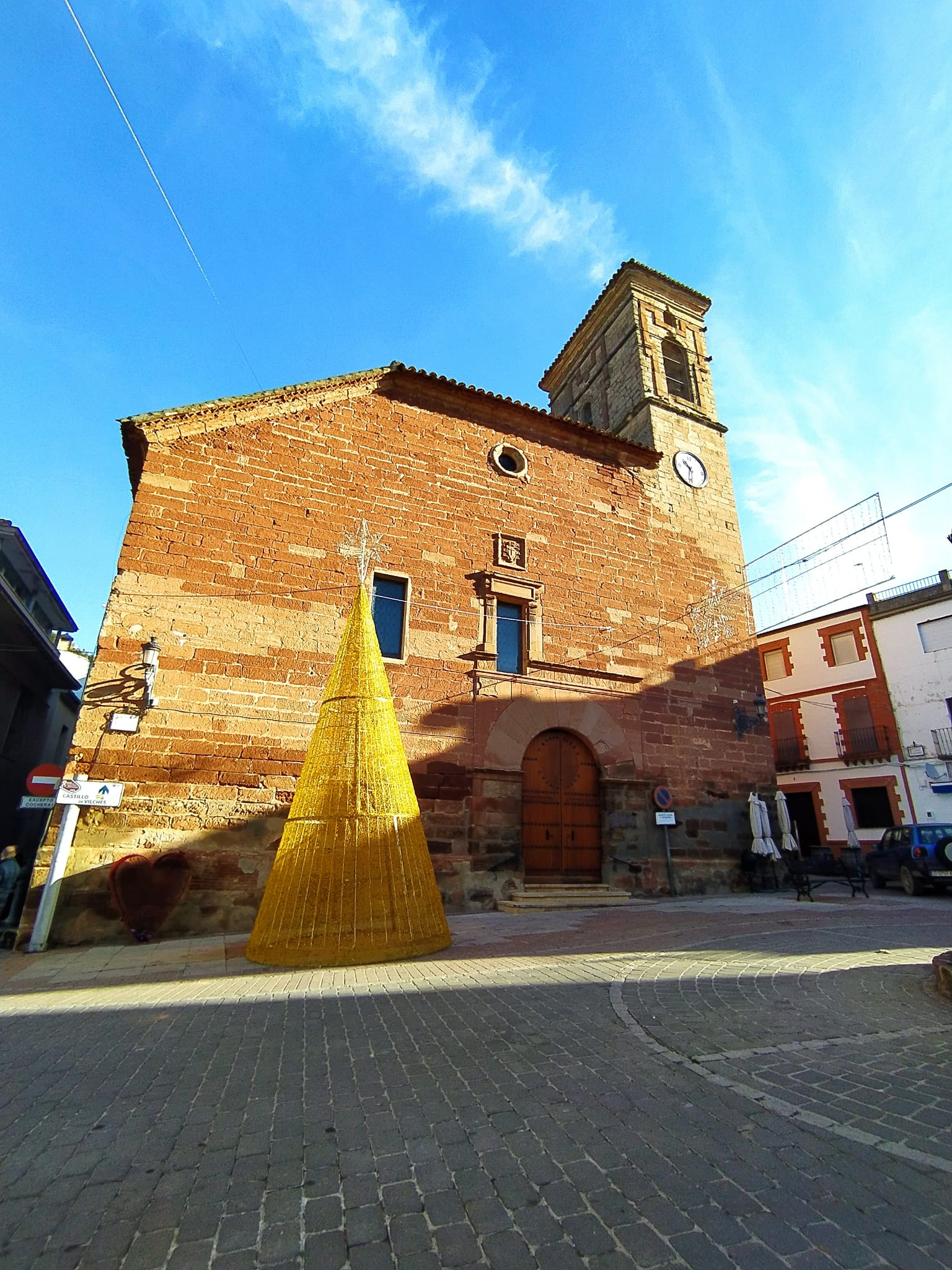
Michaeliskirche

## Persönlichkeiten
- Martín Fernández de Vilches (verstorben 1469), Bischof von Ávila (1456–1469)
- Isabel Martínez Lozano (* 1969), Politikerin